# Urżumka
Urżumka (mar. Würzymwüd, ros. Уржумка) – rzeka w Rosji (obwód kirowski), prawy dopływ Wiatki. Na Urżumcy rozmieszczono miasto Urżum, od którego zaczyna się żegluga.